# Калье-де-Ромпелансас
Калье-де-Ромпелансас (исп. Calle de Rompelanzas) — считающаяся самой короткой улица в историческом центре Мадрида, столицы Испании. Она фактически представляет собой переулок и располагается рядом с площадью Пуэрта-дель-Соль в центральном районе города. Калье-де-Ромпелансас соединяет улицы Калье-дель-Кармен и Калье-де-Пресьядос. Она появилась как короткий путь для конных повозок, которые оставляли после себя многочисленные глубокие выбоины. Эти ямы становились причиной того, что некоторые тяжёлые экипажи ломали там свои копья (копьё, стержень, балка или брус — это длинный подвижный элемент, который, выдвигаясь из-под козлов, оставался между лошадьми, как натянутая мачта или ось). Из-за подобных случаев за улицей и закрепилось название Калье-де-Ромпелансас, переводимое с испанского языка как «улица поломанных копий».

## История
Рамон де Месонжеро Романос в своём «Путеводителе по Мадриду», опубликованном в 1831 году, предполагает, что этот путь появился для облегчения доступа к построенному в 1575 году монастырю Эль-Кармен, который располагался на дороге, впоследствии также получившей его название.
Педро де Репиде, мадридский публицист и историк города, объясняет происхождение названия этой короткой «переправы», представляющей собой всего лишь проход между двумя торговыми улицами, связывавшими Пуэрта-дель-Соль и Гран-Виа, аварией, в которую в конце XVI века попала карета коррехидора Луиса Гайтана де Аялы, а вскоре после этого и президента Совета по делам Индий Хуана де Овандо-и-Годоя. Случилось это из-за выбоин, которые, должно быть, существовали здесь в XVI веке. Будучи пешеходной с последней четверти XX века, Калье-де-Ромпелансас была закрыта для дорожного движения ещё в начале этого века.

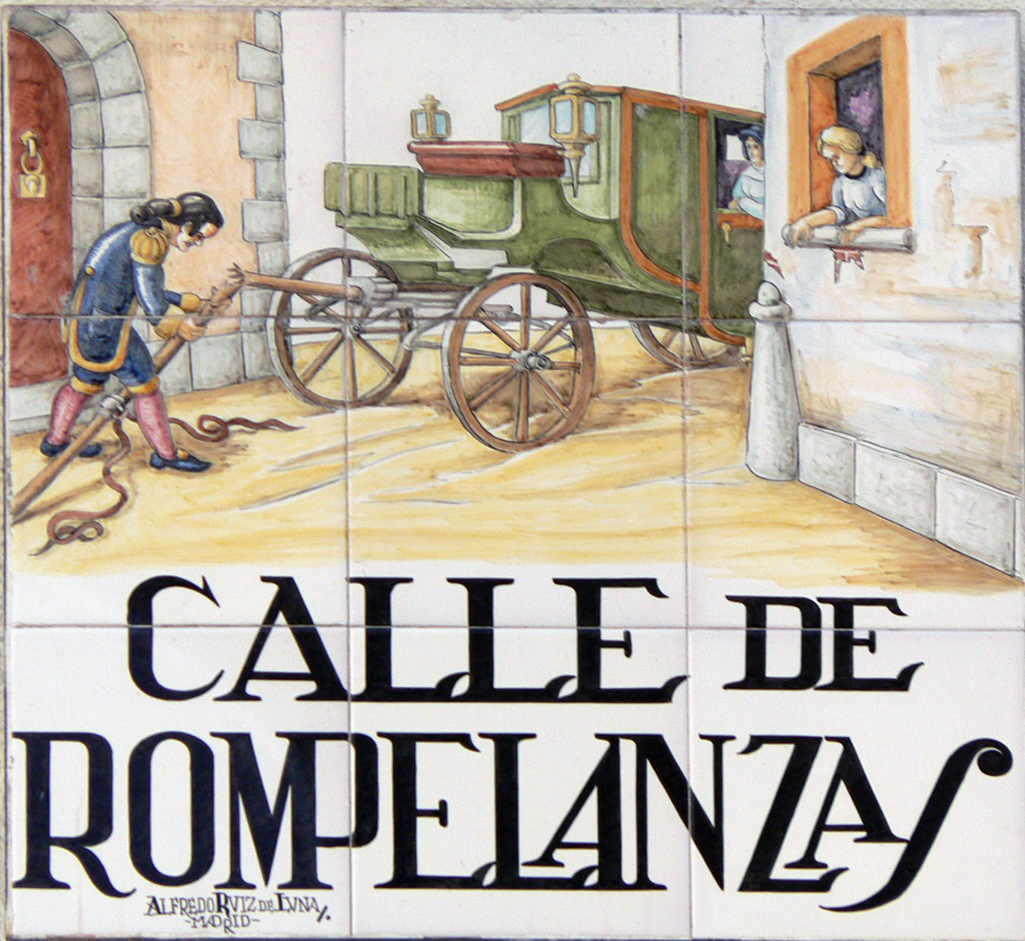
Табличка с названием улицы, работа керамиста Альфредо Руиса де Луны[исп.].